# 张竹生
张竹生（1918年3月—2006年6月13日），男，山东蓬莱人，中华人民共和国政治人物，曾任山东省人民委员会副省长，山东省政协副主席，山东省人大常委会副主任。